# Aldaba (Guipúzcoa)
Aldaba es una entidad de población española del municipio de Tolosa, perteneciente a la provincia de Guipúzcoa, en la comunidad autónoma del País Vasco.

## Historia
Hacia mediados del siglo XIX, el lugar ya pertenecía a Tolosa. Aparece descrito en el primer volumen del Diccionario geográfico-estadístico-histórico de España y sus posesiones de Ultramar de Pascual Madoz con las siguientes palabras:

ALDABA: barrio rural en la prov. de Guipúzcoa, dióc. de Pamplona, part. jud. y ayunt. de la v. de Tolosa (1 leg.): sit. en el elevado monte de su nombre al SO. de la cap.: el clima es frio, pero sano; tiene igl. parr. anejo de la de Sta. Maria de Tolosa, y está asistida por uno de los beneficiados de la matriz, con derecho de pasar á ella á los 8 años de servicio: su térm. en la estension de una leg. de N. á S. y 1/2 de E. á O., confina por N. y E. con otros barrios de Tolosa, por S. con Icazteguieta, y por O. con Albistur y Alegría: el terreno está poblado de robles, castaños, acebos, espinos blancos, avellanos y varios arbustos que sirven de guarida á jabalíes, zorros, corzos y gatos monteses; es muy poca la parte destinada al cultivo de cereales: hay piedras angulares y puntiagudas que cortan el cristal, y se encuentran trozos de cristal de roca iguales á los de las minas de Semnis en Bolonia. En una de las cord. de esta montaña y sitio llamado Janguainburua se ven un foso, y trinchera en la parte N. á S. y otra especie de fort. en el parage denominado Celaicho, al lado E.; ambos de suma antigüedad, y cuya obra se atribuye á los romanos para sitiar á los naturales del pais cuando se refugiaron en el inmediato monte de Hernio ó Ernio: prod.: algun trigo, maiz, castañas, nueces y pasto: cria ganado vacuno y de cerda: pobl. y contr.: (V. la matriz.)
(Madoz, 1845, p. 484)

En 2023, la entidad singular de población tenía empadronados 76 habitantes.